# 茨城皇子
茨城 皇子（うまらき の みこ、生没年不詳）は、飛鳥時代の皇族。欽明天皇の皇子。母は蘇我稲目の娘の小姉君。『古事記』では馬木王（うまきのみこ）。

## 経歴
伊勢大神に仕えていた磐隈皇女を犯し、磐隈皇女はそれが理由で巫女を解任された。それ以外の経歴は伝わっていない。のちに用明天皇なきあとの皇位継承者候補に入っていないところからすると、それ以前に亡くなっていた可能性が大きい。

## 系譜
父：欽明天皇
母：小姉君
兄弟：茨城皇子、葛城皇子、穴穂部間人皇女（用明天皇皇后・厩戸皇子の母）、穴穂部皇子、泊瀬部皇子（崇峻天皇）